# El Limoncito, La Huacana
El Limoncito är en ort i Mexiko.   Den ligger i kommunen La Huacana och delstaten Michoacán de Ocampo, i den södra delen av landet, 300 km väster om huvudstaden Mexico City. El Limoncito ligger 175 meter över havet och antalet invånare är 127. Den ligger vid sjön Presa Adolfo López Mateos.
Terrängen runt El Limoncito är kuperad. Runt El Limoncito är det glesbefolkat, med 16 invånare per kvadratkilometer. Närmaste större samhälle är Bellas Fuentes, 4,4 km söder om El Limoncito. I omgivningarna runt El Limoncito växer huvudsakligen savannskog.